# Халупка, Само
Само Халупка (словац. Samo Chalupka; 27 февраля 1812, Горна-Легота Австрийская империя (ныне Банскобистрицкого края, Словакии) — 19 мая 1883, там же) — словацкий поэт-романтик, входящий в так называемое поколение «штуровцов».
Совместно с Яном Ботто, Янко Кралем и А. Сладковичем принадлежит к самым выдающимся поэтам словацкого романтизма.
Протестантский проповедник. Просветитель.

## Биография
Сын приходского священника. Пошел по стопам отца. После окончания гимназии в 1827 поступил в братиславский лицей, где изучал теологию и философию. С юности участвовал в национальном словацком движении.
В 1829 присоединился к последователям Л. Штура, был членом Чешско-словацкого общества.
После начала польского восстания 1830 года отправился волонтером в Польшу, принимал участие в боевых действиях и в следующем году был ранен в боях в Галиции. Оправившись от ран, работал сначала учителем, а в 1833 продолжил учебу на Евангельском богословском факультете в Вене.
С 1834 до самой смерти служил священником. Вёл просветительскую деятельность среди крестьян.
В 1861 был одним из создателей Меморандума словацкого народа — ставшего программным документом Словацкой национальной партии, в 1863 — соучредитель Словацкой Матицы.

## Творчество

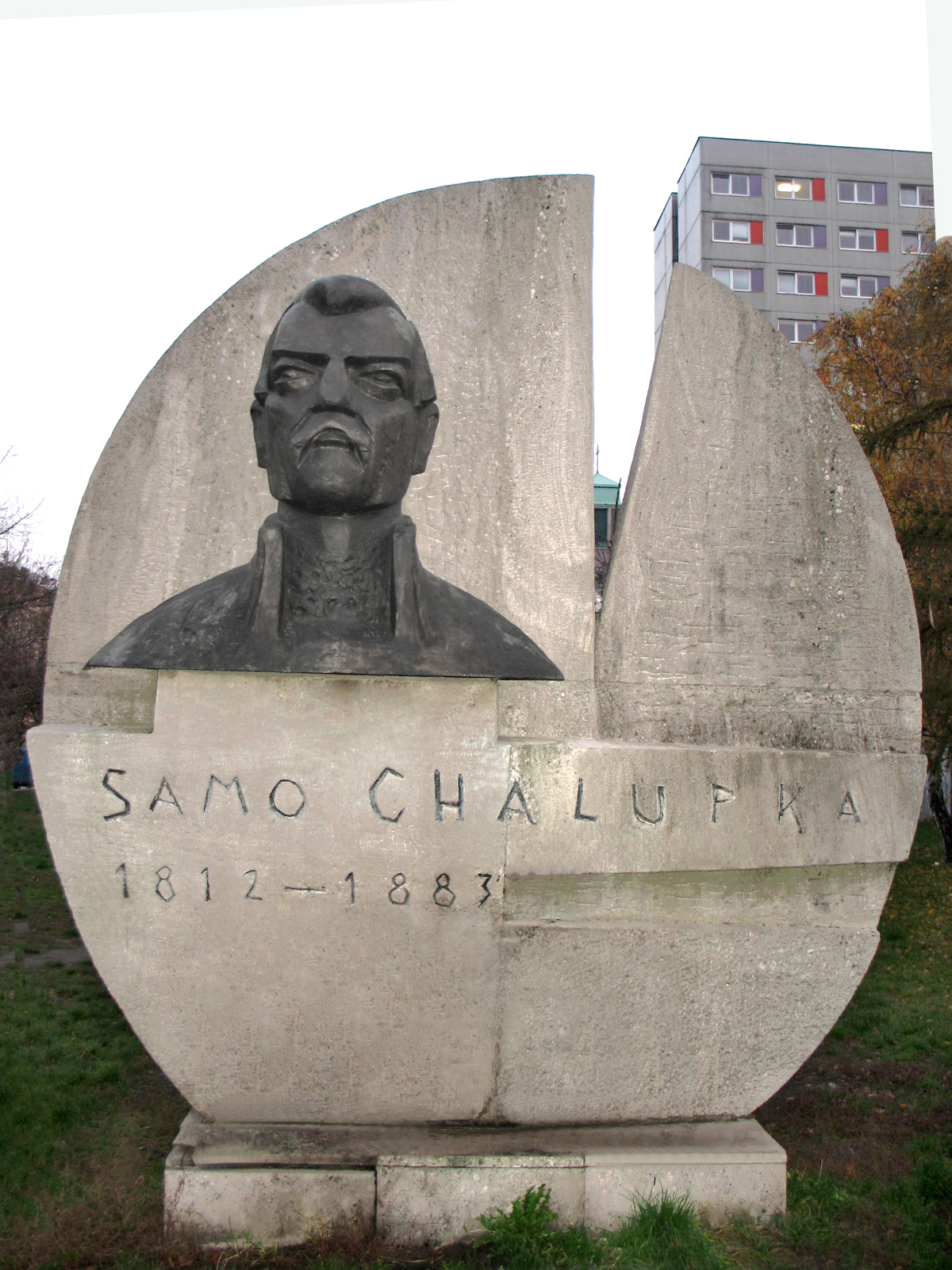
Бюст Само Халупки в Братиславе

В литературу вступил в 1830-е годы с лирическими и патриотическими стихами (преимущественно на чешском языке). Дебютировал в 1836 со стихами, опубликованными в альманахе «Plody» .
С середины 1840-х писал по-словацки; оформился как поэт-романтик школы Л. Штура.
В жанрах фольклорной лирической песни и эпики воспевал родину, борцов за свободу («Казак», «Кралёгольска», «Убей его!» и др.). Наиболее значительная лирика и историческая эпика вышла в 1868 в сборнике «Spevy».
Значительное место в творчестве Само Халупки занимает литургическая поэзия (сборник «Песнопения», 1842).
Его стихи, созданные на основе народных песен, баллад и исторического эпоса, оказали большое влияние на будущее направление словацкой поэзии.